# فيليس بيناسيدو
فيليس بيناسيدو (بالإيطالية: Felice Benasedo)‏ مواليد 6 مايو 1922 في مونزا، هو متسابق دراجات نارية إيطالي. نافس في سباقات بطولة العالم لفئة 500 سي سي ولفئة 125 سي سي.